# Portland Ice Arena

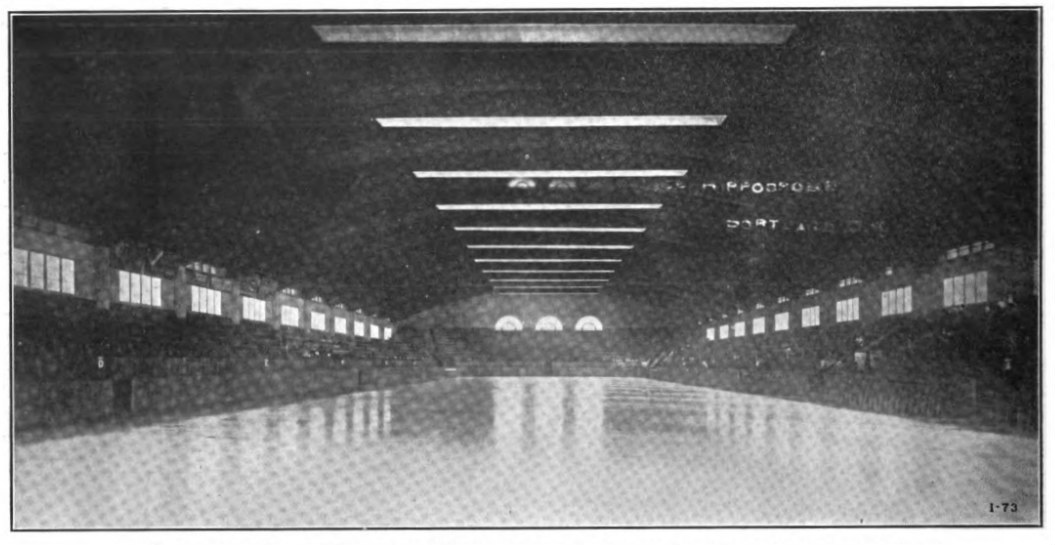
Inuti Portland Ice Arena.

Portland Ice Arena var en ishockeyarena i Portland, Oregon. Arenan, som tog runt 2000 åskådare, färdigställdes 1914 och användes av ishockeylaget Portland Rosebuds i Pacific Coast Hockey Association åren 1914–1918. Från 1928 till 1941 spelade Portland Buckaroos, medlemmar i Pacific Coast Hockey League och North West Hockey League, i arenan. Portland Ice Arena stängdes på 1950-talet på grund av brister i brandsäkerheten.
Arenans ishockeyrink mätte runt 52 meter på längden och 21 meter på bredden.